# فهرست سفیران ایران در کویت
پس از اعلام استقلال کویت در ۱۳۴۰ ه‍.خ. ایران این کشور را به رسمیت شناخت و سفارتخانهٔ خود را دایر نمود.

## پهلوی
- محمد حاجب دولو ۲۲ دی ۱۳۴۰–اردیبهشت ۱۳۴۲
- محمد قوام
- سرتیپ عباس فرزانگان ؟–۱۳۴۳
- غلامرضا تاج‌بخش دولو ؟–۱۳۵۰
- فریدون زندفرد ۱۳۵۰–۱۳۵۴
- رضا قاسمی ۱۳۵۴–۱۳۵۷

## جمهوری اسلامی
- علی شمس اردکانی خرداد ۱۳۵۸–۱۳۶۲

کاهش روابط به سطح کاردار به دلیل حمایت کویت از عراق در جنگ با ایران
- محمد فاروقی (کاردار)
- محمدرضا باقری (کاردار)

ارتقای روابط به سطح سفیر
- حسین صادقی ۱۳۶۸–۱۳۶۹

اشغال کویت توسط عراق
- حسین صادقی ۱۳۷۰–۱۳۷۳
- رضا میرابیان ۱۳۷۳ تا ۱۳۷۷
- علی جنتی ۱۳۷۷–۱۳۸۴
- سید جعفر موسوی ۱۳۸۴–۱۳۸۵
- علی جنتی ۱۳۸۵–۱۳۸۹
- محمد شهابی (کاردار) ۱۳۸۹–۱۳۹۰
- روح‌الله قهرمانی ۱ خرداد ۱۳۹۰–۱۳۹۲
- حسن زرنگار (کاردار) ۱۱ مهر ۱۳۹۲–۱۳۹۳
- علیرضا عنایتی ۲۷ اردیبهشت ۱۳۹۳–۲۶ آذر ۱۳۹۷
- محمد ایرانی ۲۶ آذر ۱۳۹۷–۱۴۰۲
- محمد توتونچی ۱۴۰۲–تاکنون